# Аслуев, Магомедрасул Шахбанович
Магомедрасул Шахбанович Аслуев (4 мая 2001, с. Гагатли, Ботлихский район, Дагестан, Россия) — российский и бахрейнский борец вольного стиля.

## Биография
Уроженец села Гагатли Ботлихского района Дагестана. Начинал борьбой заниматься в кизилюртовской школе «Олимпиец». В декабре 2017 года на республиканском турнире среди юношей в Хасавюрте стал бронзовым призёром. Посзже стал представлять кизилюртовскую школу им. М. Базарганова. В марте 2018 года одержал победу на юношеском Международном турнире «Медвежонок» в Минске. В марте 2021 года одержал победу на Первенстве СКФО среди юниоров в Хасавюрте. В июне 2021 года одержал победу на Первенстве Европы по среди юниоров до 21 года в немецком Дортмунде. 15 мая 2022 года одержал победу на первенстве Дагестана U-23 в Каспийске. 30 октября 2022 года на международном турнир памяти Али Алиева в Каспийске, одолев в схватке за 3 место Ибрагима Кадиева, стал бронзовым призёром. С ноября 2022 года выступает за Бахрейн, дебют состоялся 4 ноября 2022 года на международном турнире памяти Динмухамеда Кунаева в Казахстане, где он остался без медали. Через несколько дней в составе сборной Бахрейна в Египте он победил на арабском чемпионате. 14 апреля 2023 года в Астане, одолев в схватке за 3 место Адилета Жапаркулова из Кыргызстана, завоевал бронзовую медаль чемпионата Азии. 29 марта 2025 года на чемпионате Азии 2025 в Аммане завоевал бронзовую медаль в весовой категории до 74 кг.

## Спортивные результаты
- Чемпионат Европы по борьбе среди юниоров 2021 — ;
- Арабский чемпионат по борьбе 2022 — ;
- Чемпионат Азии по борьбе 2023 — ;
- Чемпионат Азии по борьбе 2025 —